# Benigno Aquino III
 Der er for få eller ingen kildehenvisninger i denne artikel, hvilket er et problem. Du kan hjælpe ved at angive troværdige kilder til de påstande, som fremføres i artiklen.

Benigno Simeon "Noynoy" Cojuangco Aquino III (født 8. februar 1960 i Manila, død 24. juni 2021) var en filippinsk politiker, der var Filipinernes præsident fra 2010 til 2016, hvor han blev efterfulgt af Rodrigo Duterte. Han er søn af tidligere præsident Corazon Aquino og den myrdede fhv. senator Benigno Aquino, Jr.

## Liv og karriere
Noynoy Aquino er uddannet i økonomi fra Ateneo de Manila University og drog derefter sammen med sine forældre i eksil i Boston, USA. Efter at faren blev myrdet i august 1983 vendte han tilbage til Filippinerne. Moderen Corazon Aquino blev præsident i februar 1986. 18 måneder senere, 28. august 1987, kom Noynoy Aquino i skudlinjen efter et kupforsøg ledet af Gregorio Honasan, blev ramt af fem kugler og blev hårdt såret. 
I slutningen af 1990'erne blev han politisk aktiv, og i 1998 blev han medlem af Partido Liberal ng Pilipinas. Samme år blev han valgt til Repræsentanternes Hus, hvor han sad til han i 2007 blev valgt til Senatet. Ved præsidentvalget i maj 2010 vandt han med 42 procent af stemmerne. Den 30. juni 2010 blev han taget i ed som landets præsident.